# Lindenstraße 4 (Teupitz)

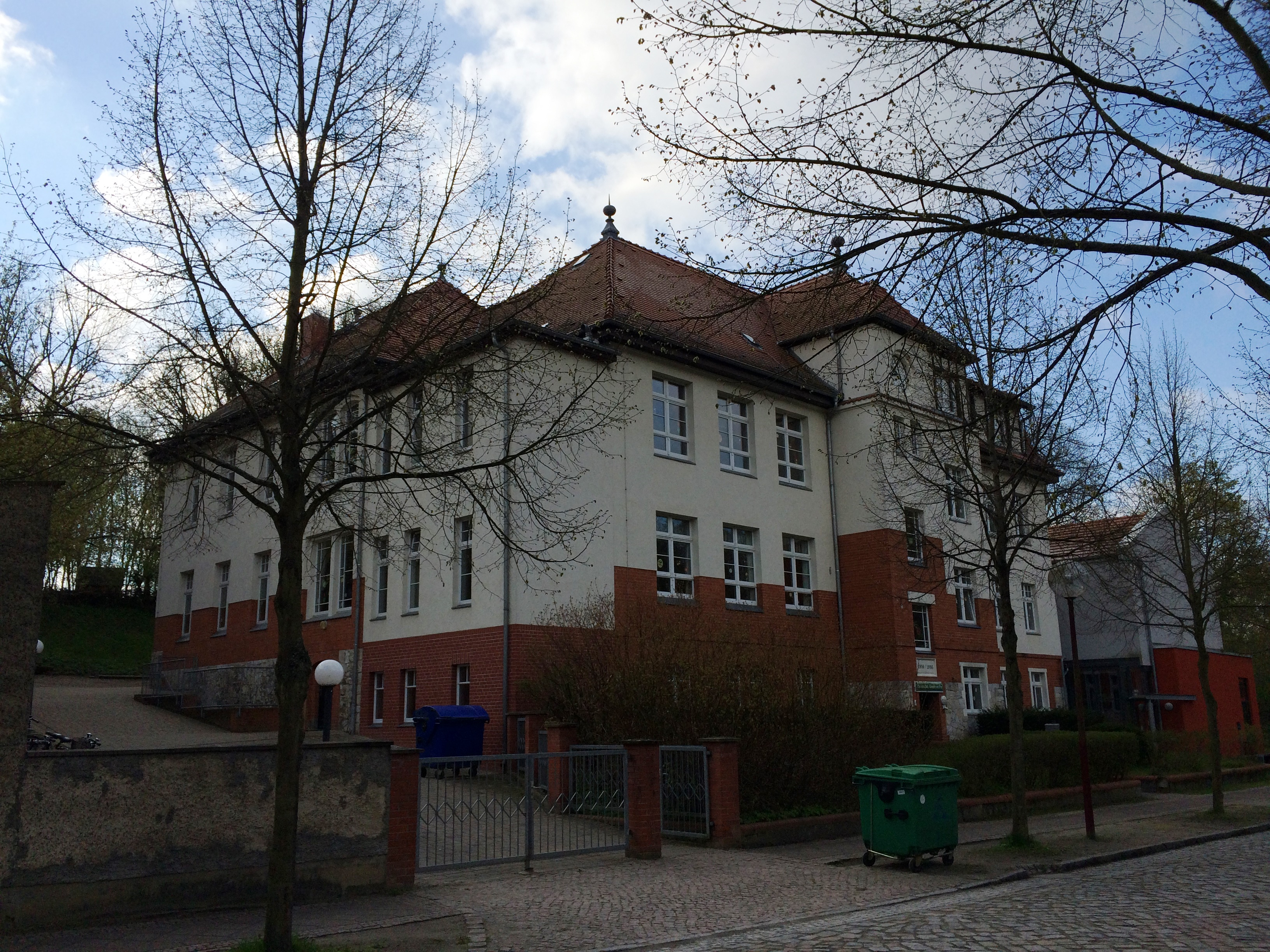
Lindenstraße 4 in Teupitz

Die Grundschule Teupitz mit der Anschrift Lindenstraße 4 ist Teil eines denkmalgeschützten Ensembles in Teupitz, einer Stadt im Landkreis Dahme-Spreewald in Brandenburg.

## Lage
Das Gebäude steht südöstlich des Stadtzentrums an der östlichen Seite der Lindenstraße. Diese verläuft in südlicher Richtung und mündet in den Tornower Weg. Das Bauwerk ist Teil einer Baugruppe, die zur gleichen Zeit entstand. Nördlich der Schule in Richtung Buchholzer Straße befinden sich die ehemalige Kaiserliche Post, ein Beamtenwohnhaus sowie eine Arztvilla. Das Schulgebäude ist das vierte der fünf Gebäude. Letzteres ist das Hotel Schenk von Landsberg an der Straßenkreuzung Lindenstraße/Kastanienallee und in deren Verlängerung die Buchholzer Straße. Nordöstlich des Gebäudes befinden sich weitere denkmalgeschützte Bauwerke, unter anderem das Schloss Teupitz, die Heilig-Geist-Kirche und das Rathaus Teupitz. Dazwischen fließt der Stadtgraben Teupitz in den Teupitzer See.

## Geschichte
Bis zum Ende des 19. Jahrhunderts wurden die Kinder von Teupitz im Pfarrhaus neben der Heilig-Geist-Kirche unterrichtet. Bedingt durch den wirtschaftlichen Aufschwung Ende des 19. und Anfang des 20. Jahrhunderts stieg auch die Anzahl der Einwohner an – mithin auch die der Kinder. Handwerker errichteten daher Anfang des 19. Jahrhunderts das Gebäude mit Einliegerwohnungen für Lehrer nach Plänen des Architekten Paul Sagert. Die Einweihung fand am 23. Mai 1910 durch den Orts-Schulinspektor Pfarrer Rothe statt. Der Schulleiter Franz Hoffmann öffnete die Pforte mit den Worten Mit Gott.
In der Zeit des Nationalsozialismus wurde bis zum Ende des Zweiten Weltkriegs im Sinne der neuen Ideologie unterrichtet. Nach der Entnazifizierung übernahm der antifaschistische Schulleiter Hans Opitz die Geschicke der Schule. 1946 sollte ein Zentralschulverband eingerichtet werden. Er sah ab 1951 vor, die Schüler aus Tornow, Neuendorf und Egsdorf ebenfalls zu unterrichten. Der Plan konnte nach Widerständen der Eltern jedoch erst zwei Jahre später realisiert werden. In der Zeit der DDR wurde von 1959 bis 1979 schrittweise eine Polytechnische Oberschule eingerichtet. Zum 7. Juli 1973 benannte sich die Schule in Willi-Bredel-Oberschule um und erwies damit dem Präsidenten der Akademie der Künste der DDR Willi Bredel die Ehre.
Nach der Wende wurde dieser Name abgelegt und die Schule in eine sechsklassige Grundschule umgewandelt. Die höheren Klassen besuchen seit dieser Zeit die Schule in Groß Köris. 1995 erfolgte für 500.000 DM eine Sanierung des Gebäudes, die 1998 durch eine neu errichtete Sporthalle oberhalb des Schulgebäudes ergänzt wurde. 2007 wurde das Bauwerk um einen Anbau mit einer Aula sowie weiteren Hort- und Klassenräumen ergänzt. 2010 feierte die Schule mit einer Festwoche ihr 100-jähriges Jubiläum. Dabei wurde eine Blutbuche gepflanzt und eine Zeitkapsel mit Wünschen der Schüler vergraben.

## Architektur
Das Gebäude wurde in die ansteigende Hanglage des Gesenbergs aus Kalksandstein errichtet. So entstanden zur Straßenseite hin drei Geschosse, während im hinteren Bereich lediglich zwei Vollgeschosse vorhanden sind. Die Fassade ist mit großen, rechteckigen und symmetrisch angeordneten Fenstern gegliedert wird. Der Zugang erfolgt über einen Vorbau, der sich über die gesamte Höhe des Gebäudes erstreckt. Im 21. Jahrhundert ist die Fassade im unteren Bereich mit rötlichen Mauersteinen verkleidet, darüber weiß verputzt. Ältere Aufnahmen zeigen einen gräulichen, einheitlichen Putz.